# Pascal-Joseph Taskin

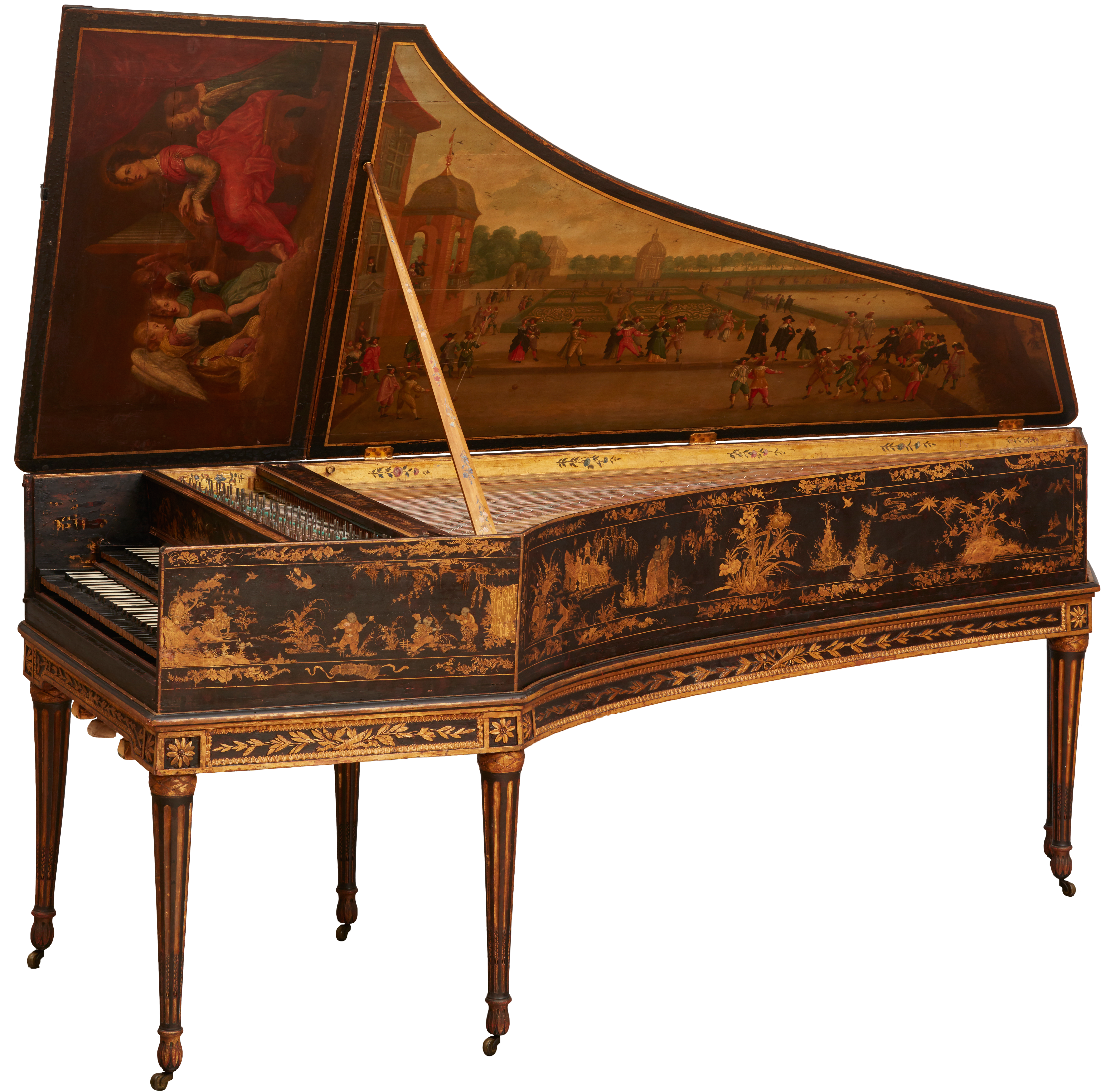
Taskin-Cembalo (1787) im Museum für Kunst und Gewerbe, Hamburg, mit der gefälschten Signatur „Anderias Ruckers 1636“.

Pascal-Joseph Taskin I (* um 1723 in Theux, Belgien; † 9. Februar 1793 in Versailles) war ein französischer Cembalobauer wallonischer Herkunft.

## Leben
1723 in Theux im Hochstift Lüttich geboren, ging Taskin als Mitarbeiter von François-Étienne Blanchet II zu einem unbestimmten Zeitpunkt nach Paris. Nach dem Tod von Blanchet heiratete er am 29. November 1766 dessen Witwe Marie-Genevève Gobin und übernahm das Geschäft. Die Bezeichnung „Facteur de Clavessins du Roi“, die bereits François Blanchet der Ältere und Jüngere trugen, ging danach auf ihn über. 1770 signierte Taskin seine Instrumente mit: « Pascal Taskin, Facteur de Clavessins & Garde des Instruments de Musique du Roi, Eleve & Successeur de M. Blanchet, demeure même Maison, rue de la Verrerie, vis-à-vis la petite porte de S. Merry, A Paris 1770 ». 
Im Jahr 1772 wurde ihm die Stellung als Hofinstrumentenbauer im Schloss und der Kapelle von Versailles von Ludwig XV. und später Ludwig XVI. angeboten. Es gelang ihm, die Arbeiten durch seinen Neffen Pascal-Joseph II ausführen zu lassen, um seiner Werkstatt in Paris nicht zu lange fernbleiben zu müssen. Von 1781 bis 1790 verwaltete er den königlichen Instrumentenfundus.

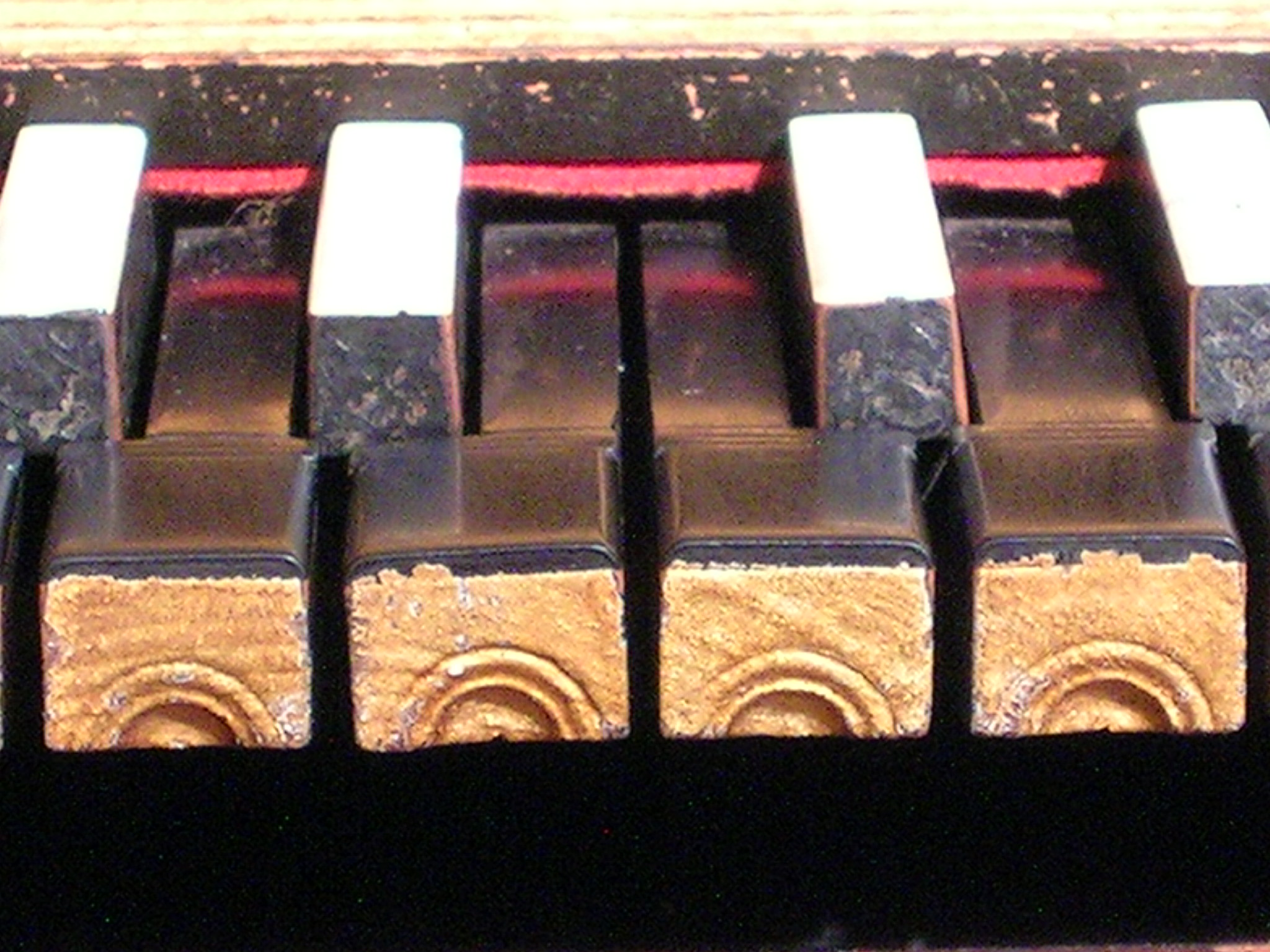
Tasten eines Taskin-Cembalos (1787); Museum für Kunst und Gewerbe, Hamburg

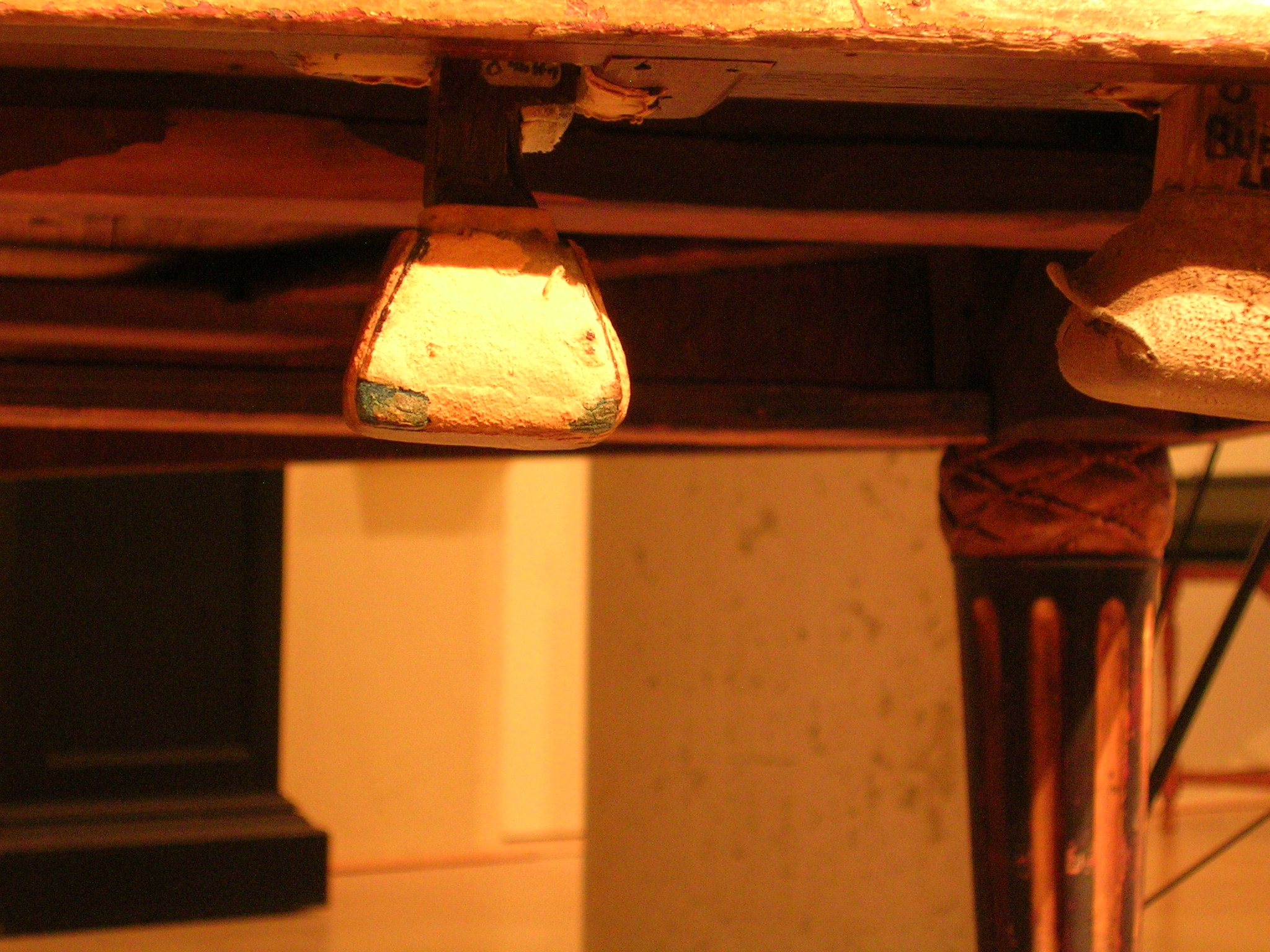
Kniehebel eines Taskin-Cembalos (1787); Museum für Kunst und Gewerbe, Hamburg

Taskin führte den Cembalobau zu seinem letzten und herausragendsten Höhepunkt. Er stand als Instrumentenbauer an der Schwelle zum Fortepiano und konstruierte, ganz dem neuen Zeitgeschmack folgend, auch Hammerflügel. Bei seinem Tod baute seine Werkstatt etwa gleich viele Fortepiani wie Cembali. Drei Neffen unterstützten ihn in seiner Werkstatt: Pascal-Joseph Taskin II (1750–1829), Henri-Joseph Taskin (1779–1832) und Lambert Taskin (Lebensdaten unbekannt). Des Weiteren nahm er sich seines dreijährigen Stiefsohns an und konnte somit auf eine durchgehende Tradition bis zu Nicolas Blanchet, dem Gründer dieser erfolgreichen Werkstatt, zurückblicken.
Wie viele andere Cembalobauer vor ihm – u. a. seine Vorgänger Blanchet – überarbeitete auch Taskin Instrumente der Familie Ruckers aus Antwerpen. Eine solche Operation nannte man ravalement: Dabei wurde der Tonumfang der originalen Ruckers-Cembali erweitert, um sie dem musikalischen und ästhetischen Geschmack jener Zeit anzupassen. Bei einem grand ravalement wurden die Instrumente erheblich umgebaut – teilweise nur unter Verwendung ihres Resonanzbodens. Wie einige seiner Kollegen fertigte Taskin auch komplette Ruckers-Fälschungen an (z. B. das Cembalo von 1787 im Museum für Kunst und Gewerbe Hamburg).
Ihm gelang eine „Verbindung von silbrig-lebhaftem und zugleich grundtönig-kantablem, weit tragendem Ton, unübertroffen in seiner Ausgewogenheit.“ So genießt er innerhalb der Geschichte des Cembalobaus einen singulären Ruf.
Der in der zweiten Hälfte des 18. Jahrhunderts entstehende empfindsame Musikstil und die Anforderung an die Dynamik des Instrumentes führten zu verschiedenen instrumententechnischen Neuentwicklungen. Taskin entwickelte neben anderen das peau de buffle-Register, bei dem die Saiten mit weichem Büffelleder angerissen werden. „Hierdurch entsteht die Illusion einer empfindsamen Anschlagsdynamik auf dem Cembalo, und es stellen sich besonders in Verbindung mit dem Lautenzug klangliche Momente berückender Intimität ein.“
Kniehebel (französisch genouillères) ermöglichten Registerwechsel, ohne dass der Spieler seine Hände vom Manual nehmen musste. Diese Veränderungen am Instrument – die es auch in England gab – waren den veränderten Ansprüchen des Zeitgeschmacks angepasst. Sie stellten keine Weiterentwicklung des Instruments dar, sondern den Versuch, einen vollendeten Instrumenttyp an eine andere Entwicklung, die des Hammerklaviers, anzupassen, was zum Scheitern verurteilt war.
Nur neun Instrumente von Taskin haben sich bis in die heutige Zeit erhalten. Sie befinden sich unter anderem im Hamburger Museum für Kunst und Gewerbe (Sammlung Beurmann), in der Russell Collection in Edinburgh und im Musée de la musique in Paris.
Die Cembali von Taskin dienen heute als Vorlage für viele historische Nachbauten.